# مسجد الشيخ الرصاع
مسجد الشيخ الرّصاع هو مسجد تونسي كان يقع شمال مدينة تونس العتيقة، لم يقع ترميمه مما أدى إلى تضرره ثم اندثاره.

## الموقع

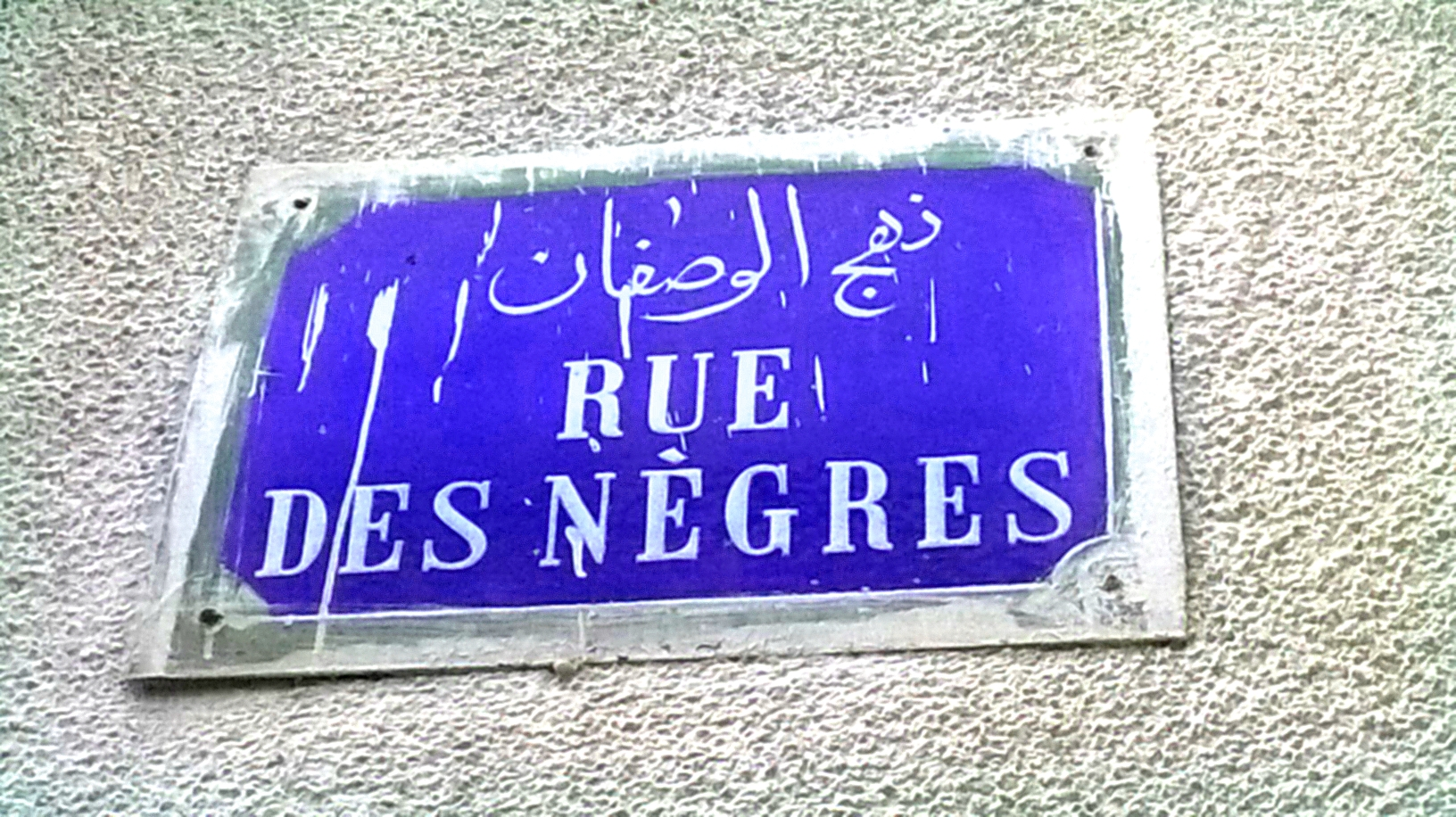
لوحة معدنية تبين نهج الوصفان

كان المسجد يقع ب 14 نهج الوصفان، بالقرب من سوق النحاس.

## التسمية
ترجع تسميته إلى الشيخ الرّصاع المتوفي سنة 1489 ميلادي الموافق لسنة 894 هـ، هو من بنى المسجد وقد كان من كبار شيوخ جامع الزيتونة المعمور له عدة تصانيف مفيدة منها شرح الحدود للامام ابن عرفة، طبع طبعة تونسية قديمة ثم في المملكة المغربية من قبل وزارة الأوقاف سنة 1992 ثم بدار الغرب الإسلامي ببيروت وله فهرست حققها محمد العنابي اعتنى بطبعها علي العسلي صاحب المكتبة العتيقة بتونس وله الأجوبة التونسية على الأسئلة الغرناطية (سنة 1481) وتذكرة المحبين في أسماء سيد المرسلين تحدث فيه عن معاني أسماء النبي حققه رضوان الداية وطٌبع بابي ظبي سنة 2002.

## التاريخ
يرجع بناؤه إلى العهد الحفصي ويوجد بصحن هذا المسجد قبر المؤسس عليه نقيشة أندلسية جميلة الأشكال.